# Ротселберг
Ротселберг (њем. Rothselberg) општина је у њемачкој савезној држави Рајна-Палатинат. Једно је од 98 општинских средишта округа Кузел. Према процјени из 2010. у општини је живјело 693 становника. Посједује регионалну шифру (AGS) 7336087.

## Географски и демографски подаци
Ротселберг се налази у савезној држави Рајна-Палатинат у округу Кузел. Општина се налази на надморској висини од 343 метра. Површина општине износи 8,7 km². У самом мјесту је, према процјени из 2010. године, живјело 693 становника. Просјечна густина становништва износи 79 становника/km².